# Fischbach (Mersch)
Fischbach (Luxemburgs: Fëschbech) is een gemeente in het Luxemburgse Kanton Mersch. De gemeente heeft een totale oppervlakte van 19,61 km² en telde 748 inwoners op 1 januari 2007. 
In Fischbach bevindt zich Kasteel Fischbach (Luxemburgs: Schlass Fëschbech) waar groothertog Jan tot zijn dood in 2019 woonde.

## Kernen
Angelsberg, Fischbach, Koedange, Schoos, Schiltzberg, Weyer

## Evolutie van het inwoneraantal
| Jaar                              | 2001 | 2002 | 2003 | 2004 | 2005 |
| --------------------------------- | ---- | ---- | ---- | ---- | ---- |
| Inwoneraantal                     | 635  | 622  | 651  | 660  | 684  |
| Opmerking: tellingen op 1 januari |      |      |      |      |      |